# Ékfarkú lile
Az ékfarkú lile vagy hosszúfarkú lile (Charadrius vociferus) a madarak osztályának, a lilealakúak (Charadriiformes) rendjébe, ezen belül a lilefélék (Charadriidae) családjába  tartozó faj.

## Rendszerezése
A fajt Carl von Linné svéd természettudós írta le 1758-ban.

## Alfajai
- Charadrius vociferus peruvianus (Chapman, 1920)
- Charadrius vociferus ternominatus Bangs & Kennard, 1920
- Charadrius vociferus vociferus Linnaeus, 1758[2]

## Előfordulása
Az amerikai kontinensen fészkel Kanada déli részétől, Mexikó középső részéig, valamint az Antillákon, Peruban és Chilében. Telelni az északi részen élők délre vonulnak, a déli részen élők inkább csak kóborolnak, egyesek eljutnak Európába is. 
Természetes élőhelyei a füves rétek, mocsarak, tavak, folyók és patakok környéke és tengerpartok.

### Kárpát-medencei előfordulása
Magyarországon rendkívül ritka kóborló.

## Megjelenése
Testhossza 23–26 centiméter, szárnyfesztávolsága 59–63 centiméter, testtömege pedig 162–178 gramm. Nyakán kettős fekete nyakörv található. Hosszú hegyes szárnyai és farka van, melyen rőt vörös farkcsík található.
|  |  |

## Életmódja
Rovarokkal és más gerinctelenekkel táplálékozik.

## Szaporodása
Évente egyszer, esetenként kétszer költ. A fészkelés kezdete március közepétől április elejéig húzódik. Fészkét földön lévő mélyedésbe készíti. Fészekalja 3-4 tojásból áll, melyen mindkét szülő felváltva 22-25 napig kotlik. A fiókák 40 napos korukra válnak önállóvá.
|  |  |

## Természetvédelmi helyzete
Az elterjedési területe rendkívül nagy, egyedszáma csökken, de még nem éri el a kritikus mértéket. A Természetvédelmi Világszövetség Vörös listáján veszélyeztetett fajként szerepel. Magyarországon védett, természetvédelmi értéke 25 000 forint.